# عجائب البخت في قصة الإحدى عشر وزيرا وابن الملك آذار بخت
عجائب البخت في قصة الإحدى عشر وزيرًا وابن الملك آذار بخت هو اسم لمخطوطة عربية أندلسية، اكشتفها يوسف شيت أواخر القرن التاسع عشر، كُتبَت حوالي عام 1000 م. تتحدث عن رواية تخيلية، لا يُعرف عنها الكثير لقلة الباحثين فيها، فمؤلفها مجهول، ولم تُحقق. تُوجد نسخة من بختيار نامه فيها، لها بعض الارتباط بمخطوطة راحة الأرواح الفارسية للشاعر شمس الدين محمد دقاقي مروز، في مخطوطة كتبت في عام 1264/5. ثمة طبعة نادرة قامت بها مطبعة البيان في مصر للمخطوط، عام 1886 وقد أرفقتها بقصة فرنسية مترجمة، عنوانها: (الأربعة عشر يومًا سعيدًا في خلافة الأمير عبد الرحمن الأندلسي). تُنسب الطبعة المنشورة عام 1886 م لميشيل جورجي عورا، إذ يُقال إنه ترجمها عن السريانية.

## طالع أيضًا
- قصة الدراويش الأربعة
- بختيار نامه